# Nº 1 in Heaven
Nº 1 in Heaven è l'ottavo album in studio del gruppo musicale statunitense Sparks, pubblicato nel 1979.

## Tracce
Side 1
1. Tryouts for the Human Race – 6:05
2. Academy Award Performance – 5:00
3. La Dolce Vita – 5:56

Side 2
1. Beat the Clock – 4:23
2. My Other Voice – 4:54
3. The Number One Song in Heaven – 7:26